# ハーレムエンド
ハーレムエンド
1. アダルトゲームのエンディング名の一種。本項で記述する。
2. 日本の漫画家、駕籠真太郎の単行本。ISBN 4-86-436242-4

ハーレムエンド (HAREM END) とは、主にアダルトゲームで用いられるエンディングの通称の1つ。

## 概要
1人の男性を複数の女性が取り巻く状況を指す単語「ハーレム」に基づき、主人公がすべてのヒロイン、もしくは2人以上のヒロインと一斉に結ばれたエンディングを指す。なお、両方のエンディングが用意されているゲームでは前者がハーレムエンドになる。
イベントグラフィックについては、主人公とヒロインたちのグループセックスの最中や、その事後に皆で寄り添いながら余韻に耽る様子、主人公の子を身篭った（もしくは抱きかかえた）ヒロインたちの姿、衣食住を共有する内縁生活などを描写したものが用いられることが多い。また、家庭用ゲームなどのギャルゲーにも盛り込まれる場合があるが、こちらでは対象年齢（CEROのレーティング制度など）による制約からセックス描写や「ハーレムエンド」の名称を用いることができず、イベントグラフィックには立ち並ぶ花嫁姿のヒロインたちといったものが代用されている。
家庭用ゲームなどの一般向けで明確に用いている作品は、まず見受けられない。これは、日本国内において民法第732条により重婚や一夫多妻制が固く禁じられ、刑法184条でも重婚罪が規定されていることに起因するが、アダルトゲームの場合は日本の法律が適用されない国家やファンタジー世界を舞台とした作品も多々存在することから、むしろフィクションと割り切ったうえでハッピーエンドの1つとして扱っている作品が多く、バッドエンド（ゲームオーバー）の1つとして扱っている作品はごくまれである。
一方、漫画やアニメにも成人向けを中心に、上記同様の描写を用いて盛り込んだ作品が存在している。特に、アダルトゲームを原作としたアダルトアニメの中には、原作に存在しなかったハーレムエンドを実現させた作品も散見される。
いわゆる和製英語の1つでもあるが、その定着によって2000年代以降は公的なニュースサイトでも用いている例が見られる。

## 重婚エンド
インターネット上にはハーレムエンドのことを「重婚エンド」と称する傾向も存在するが、日本語で複数の異性と一斉に結婚することを意味する語句は「複婚」であり、既婚者が他の異性と結婚することを意味する「重婚」をあてるのは不適切であるため、単語を並べた時点ですでに成立しないことを留意する必要がある。

## 作品例

### アダルトゲーム
媒体の性質上、エンディングに採用している作品が非常に多いので、何かしら特色が付加されている作品のみを挙げる。
- ワーズ・ワース[注 8]
- 恋姫[注 9]
- 燐月-リンゲツ-[注 10]

### ギャルゲー
- 卒業シリーズ[注 11]
- 誕生 〜Debut〜[注 11]

### アダルトアニメ
- 超昂天使エスカレイヤー[注 12]
- そらのいろ、みずのいろ[注 12]
- リゾートBOIN[注 12]
- 同級生[注 12]

### 一般アニメ
- 天地無用! GXP
- 異世界の聖機師物語

### 一般ゲーム
- パワプロクンポケット2
- ドラッグオンドラグーン

### 漫画
- 乱飛乱外
- 彼女で満室
- SHUFFLE! -DAYS IN THE BLOOM-
- おまもりひまり
- がぁーでぃあんHearts
- ムシブギョー

### 小説
- 空ノ鐘の響く惑星で
- 生徒会の一存
- H+P -ひめぱら-
- あそびにいくヨ!
- 棺姫のチャイカ
- 魔弾の王と戦姫
- ストライク・ザ・ブラッド